# 賈如式
賈如式（1543年—？），字孝徵，號肖泉，直隸真定府晉州武強縣人，軍籍，明朝政治人物。

## 生平
順天府鄉試第一百二十名舉人。隆慶五年（1571年）中式辛未科會試第二百九十八名，三甲第一百一十九名進士。户部觀政，授長安知縣，萬曆三年（1575年）七月选授山西道试御史，四年三月实授，巡视通州仓，六年巡按山西，丁憂歸。九年八月复除浙江道御史，巡按江西，十二年八月升河南潁州兵备副使，十四年正月升陕西苑马寺卿兼按察司佥事，十一月患病致仕。萬曆二十三年（1595年）四月起补陕西行太仆寺卿。

## 家族
曾祖賈泰；祖父賈天佑；父賈亘，歲貢生。母李氏。